# 王垚
王垚（1983年1月26日—），中国云南省昆明市人，中国棋院职业围棋六段棋手。
王1994年入段，2004年升为六段。曾于2006年获得新人王战亚军，于2007年获得全国围棋个人赛亚军，并在2006年第11届三星火灾杯上连胜曹薰铉和李世乭闯入八强。曾是中国围棋甲级联赛云南队主力棋手之一。2009年获得第9届理光杯冠军。2014年王垚开始参加德州扑克的比赛。

## 國際比賽成績
- 2006年：三星杯8强
- 2010年：LG盃4强